# École nationale supérieure des arts de la marionnette
De École nationale supérieure des arts de la marionnette (ESNAM) is een schoolinstelling in Frankrijk die zich richt op hoger onderwijs in marionettenkunst. De school valt onder het Franse ministerie van cultuur.
De afkorting voor de school is ESNAM, waar de afkorting ENSAM is voorbehouden aan de École nationale supérieure d'arts et métiers.
De school werd in 1987 door Margareta Niculescu en Jacques Félix opgericht in het Franse Charleville-Mézières en ligt verankerd in de Union Internationale de la Marionnette (UNIMA).

## Geschiedenis
In 1972 ontmoetten Margareta Niculescu, oprichtster en voorzitter van de commissie voor de professionele vorming binnen de UNIMA, en Jacques Félix elkaar voor het eerst in Charleville-Mézières. Tijdens verschillende bijeenkomsten op het vierjaarlijkse festival van de stad, in 1972, 1976 en 1980, groeide de behoefte aan een plek voor professioneel onderzoek, creatie en experimenten op het gebied van marionettentheater.
Félix wist de burgemeester van de stad te overtuigen een pand aan de Place Winston Churchill ter beschikking te stellen, zodat hij in 1981 de UNIMA in Charleville-Mézières kon hervestigen, die voorheen sinds 1929 gevestigd was geweest in Praag.
Zijn hoofddoel was de vorming van een professioneel schoolinstituut dat zich wijdt aan de opleiding van marionettenspelers. Hierin had hij naast Niculescu ook de medewerking van Henryk Jurkowski, de voorzitter van UNIMA. Zes jaar later, in 1987, was de oprichting van de ESNAM een feit. De school werd in eerste instantie gevestigd in het pand van UNIMA aan de Place Winston Churchill en later gedeeltelijk verhuisd naar een zijstraat ervan, de Rue de Petit Bois. De school valt onder het Franse ministerie van Cultuur.

## Opleiding
De opleiding aan de ESNAM duurt drie jaar en ook de toelating van nieuwe studenten vindt elke drie jaar plaats, waarbij er tussendoor geen nieuwe studenten worden toegelaten. In september 2011 begon de negende lichting studenten sinds de oprichting. Studenten komen uit verschillende landen van de wereld.
De eerste onderwijsdirecteur van de school was Niculescu. Zij is een poppenspeler van internationale allure die in 1978 al eens de Erasmusprijs won. Ook daarna wist de school toonaangevende namen uit het poppentheater aan zich te binden, zoals Roman Paska, François Lazaro en Jean-Louis Heckel.